# Фамагуста
Фамагу́ста (англ. Famagusta, греческое название Аммо́хостос, греч. Αμμόχωστος, турецкое — Магуса, тур. Magusa или Газимагуса (тур. Gazimağusa)) — город-порт на восточном побережье острова Кипр, на территории частично признанного государства Турецкая Республика Северного Кипра (согласно мнению международного сообщества — в Республике Кипр). Население — около 50 тыс. жителей (1998).
Фамагуста расположен на берегу одноимённого залива Средиземного моря. Город связан с Никосией автомобильной дорогой. По официальному административному делению Республики Кипр город Фамагуста является центром района Фамагуста.

## История

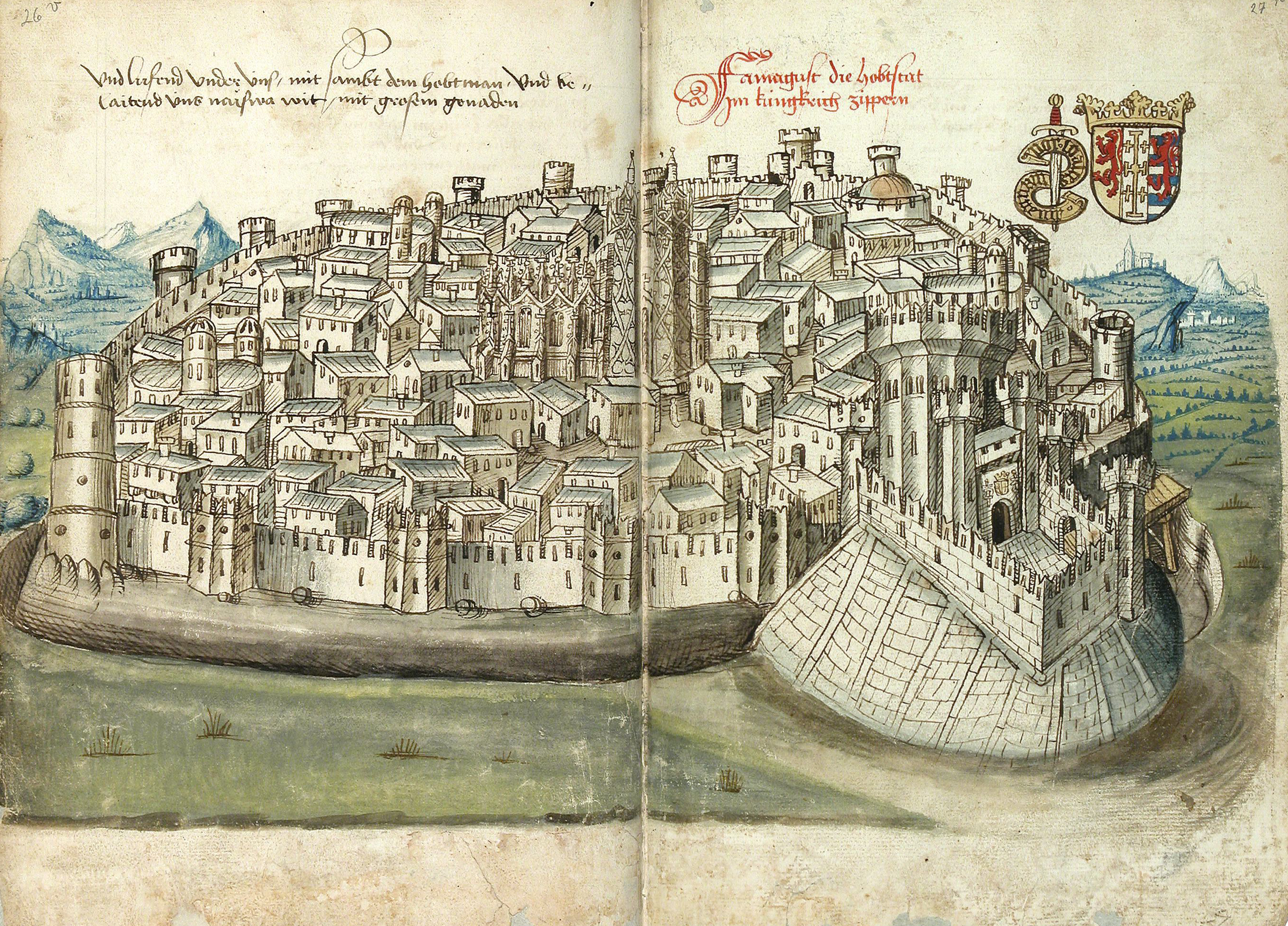
Фамагуста в 1486 году. Рисунок из описания путешествия в Иерусалим Конрада Грюненберга

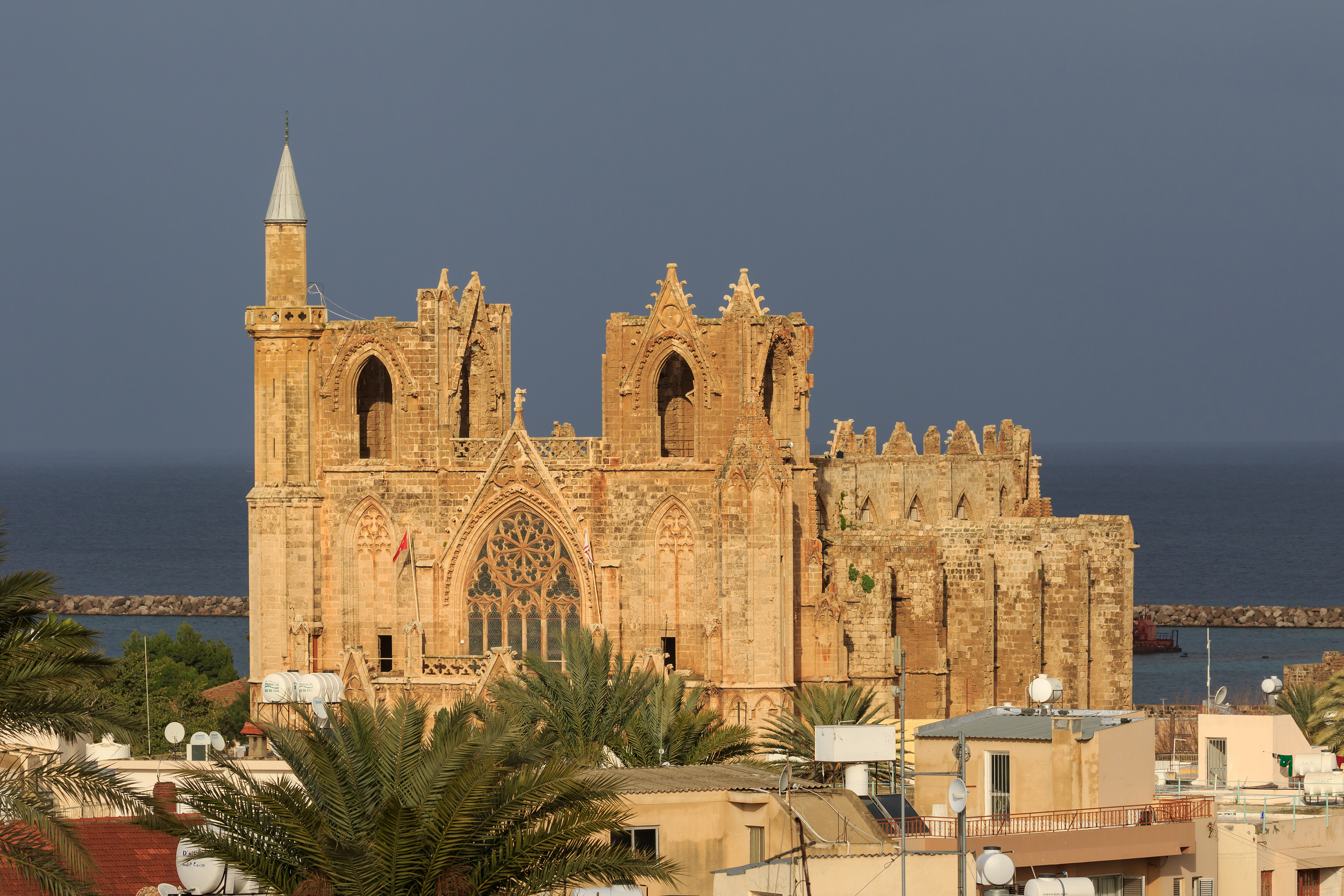
Мечеть Лалы-Мустафы-паши в Фамагусте (бывший готический Собор Святого Николая).

Фамагуста возник на развалинах античной Арсинои, основанной в III веке до н. э. царём эллинистического Египта Птолемеем II. В 1190—1191 году корабли Ричарда Львиное Сердце, участника Третьего Крестового похода, были разбиты бурей у берегов Кипра. Правитель острова Исаак Комнин жестоко обошёлся с английскими рыцарями. В ответ на это Ричард захватил Никосию и Фамагусту, взял в плен Исаака и объявил себя государем Кипра. Вскоре Ричард продал Кипр ордену Тамплиеров, а те, в свою очередь, бывшему королю Иерусалимского королевства Ги де Лузиньяну. С этого момента образуется Кипрское королевство.
До 1291 года Фамагуста — рыбацкая деревушка, примечательная лишь глубоководностью своей бухты. Падение Тира и последовавший за тем исход крестоносцев и прочих христиан из Святой земли превратил Фамагусту в один из богатейших центров христианского мира. Именно здесь поселились многие беглецы в надежде рано или поздно вернуться в Палестину. В 1373 году Фамагуста перешла под власть Генуэзской республики, а в XV веке — венецианцев. Под их владычеством Фамагуста была самым значительным торговым городом христианского Леванта.

### Турецкая осада
Фамагуста прославилась героической обороной венецианцев против войск султана Селима II. Осада Фамагусты началась в октябре 1570 году, но так как каменистая почва крайне затрудняла осадные работы, а возводимые турками редуты были настойчиво разрушаемы гарнизоном, производившим отважные вылазки, то турки наконец ограничились тем, что обложили крепость. Венецианскому флоту удалось прорвать блокаду гавани и высадить подкрепления, усилившие гарнизон до 7 тысяч. Но и к туркам прибывали новые войска, и когда армия их к апрелю 1571 года возросла до 50 тысяч, они возобновили осадные работы в больших размерах.
Несмотря на жестокую артиллерийскую бомбардировку, венецианцы держались и храбро отражали неоднократные отчаянные приступы мусульман. Командовавший турецкими войсками Лала Мустафа-паша предлагал коменданту города Маркантонио Брагадину весьма выгодные условия сдачи, но они были отвергнуты. Только 1 августа 1571 года, когда все средства к защите и все запасы продовольствия были истощены, комендант вступил в переговоры с Мустафой, который обещал горстке оставшихся защитников крепости свободное отступление. Однако, едва лишь они вышли из-за стен, турки напали на них, многих убили, а остальных приковали к скамьям своих галер; с коменданта содрали кожу и повесили его тело на мачте корабля.

### Британское правление
Город был укреплённым морским портом. Население в начале XX века составляло около 4-х тысяч жителей.

### Независимый Кипр 1960—1974
C 1960 по 1974 года Фамагуста сильно выросла. На юго-западе вырос квартал Вароша, ставший туристическим центром. В поздние 1960-е годы Фамагуста стала одним из самых известных в мире центров развлечений и туризма. Местная архитектура сочетала наследие британского колониального периода с современными веяниями. Самые современные здания строились в Вароше.
Город также стал крупным транспортным центром, через который проходило до 83 % грузопотока острова и 49 % пассажирского потока (1973). С населением 7 % от населения всего острова Фамагуста в 1974 обеспечивала до 10 % промышленности, в ней было сосредоточено производство продуктов питания, пива, табака, одежды, пластмасс, транспортного оборудования и другого. Также Фамагуста являлась административным центром одноимённого района.
По Конституции 1960 года в Фамагусте (в числе нескольких других греческих городов) создавались раздельные греческие и турецкие муниципалитеты.
42,5 тысяч жителей (1970).

### С 1974 года
Во время второй фазы турецкого вторжения 14 августа 1974 года, на равнину Месаория вошли турецкие танки и через два дня армия Турции заняла Фамагусту. Из города было полностью изгнано греческое население, многие греки бежали после бомбардировок, проведённых турецкой авиацией. Десятки человек, включая туристов, погибли.

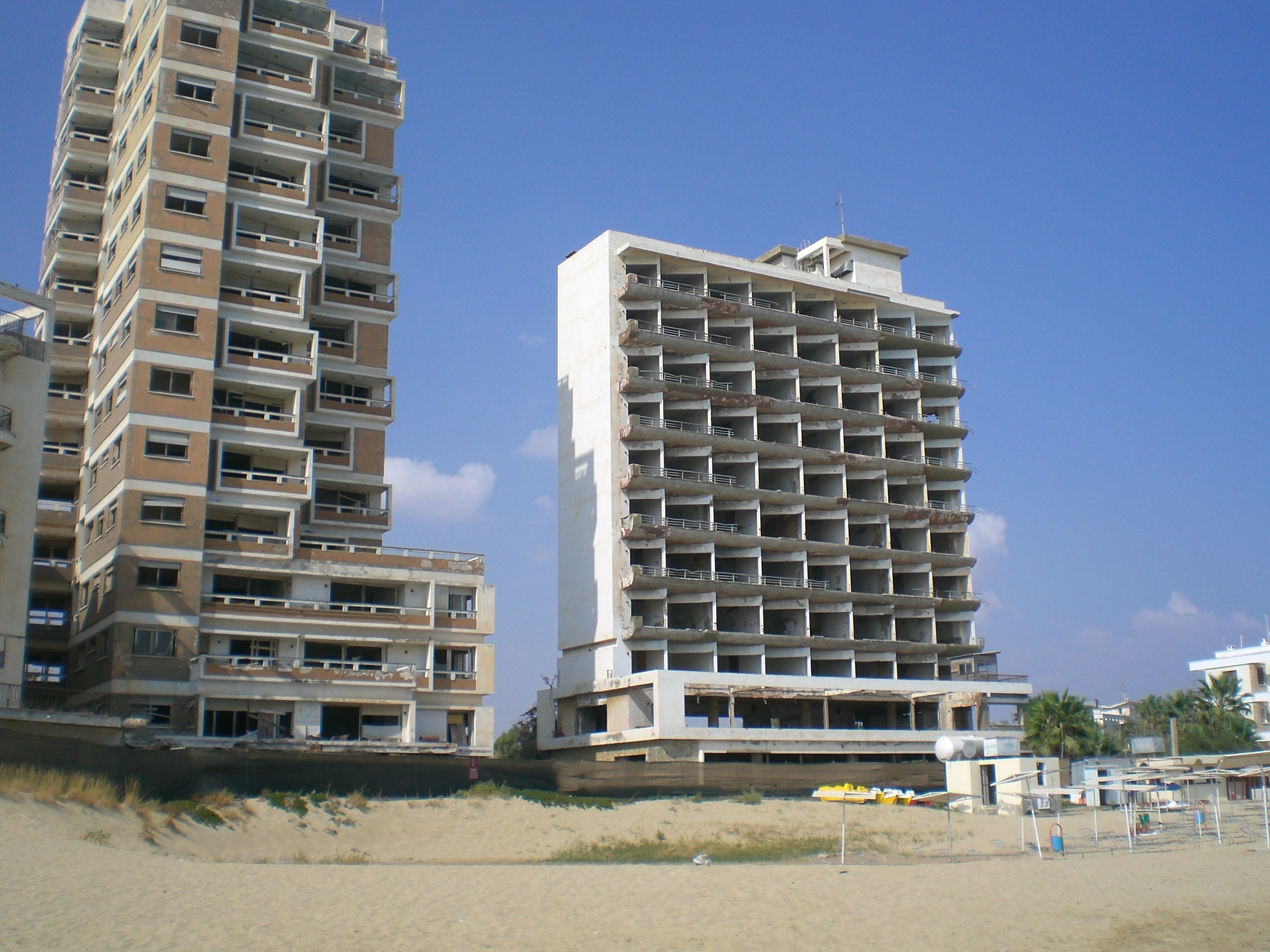
Квартал Вароша, пустующий с момента захвата в 1974 году турецкими войсками

В отличие от других оккупированных территорий, квартал Вароша был немедленно закрыт турецкими силами и остаётся в таком состоянии до сего дня. Грекам, населявшим квартал, было предписано покинуть город в течение суток и взять с собой лишь то, что можно было унести на себе. До настоящего времени беженцам из Вароши запрещается возвращение. До 1990-х годов вход был запрещён журналистам. Шведский журналист Ян Олаф Бенгтсон, посетивший шведский батальон миротворческих сил ООН, и увидевший закрытый район, назвал его «городом-призраком»:

Асфальт на улицах потрескался от солнечного жара, и посреди дороги растут кусты. Сейчас, в сентябре 1977, обеденные столы всё ещё накрыты, в прачечных всё ещё висит одежда, а лампы ещё горят. Фамагуста — город-призрак. 
Вскоре после закрытия квартал был разграблен сначала турецкими военными, увозившими на материк мебель, телевизоры и посуду, а затем жителями близлежащих улиц, уносившими всё, что не понадобилось солдатам и офицерам оккупационной армии.
В 1974 году в Фамагусте было 109 отелей на 11 тысяч мест. Часть гостиничных комплексов Вароши до сих пор юридически является частной собственностью граждан из 20 стран мира. Один из отелей Вароши был введен в действие за три дня до того, как город был оставлен жителями.
Остальная часть города остаётся заселённой, преимущественно турецкими киприотами, и насчитывает много достопримечательностей. Также в Фамагусте находится Восточно-Средиземноморский университет.
Мэром в изгнании Фамагусты является Алексис Галанос. Турецким мэром является Октай Кайлап. Существуют предложения правительства Республики Кипр о передаче Вароши под управление ООН, возвращению беженцев, и открытию порта для обеих общин — турецкой и греческой. Однако Турция и турецкие киприоты отвергают эти предложения.
На 1974 год население города составляло 39 тыс. чел. Из них 26 500 — греки-киприоты, 8500 — турки-киприоты, 4 тыс. — представители прочих этнических групп. После вторжения в 1975 население составило 8500, все — турки. По данным 1998 года, численность населения равна 50 тыс. жителей.
9 июня 2012 г. город посетил патриарх Московский и Всея Руси Кирилл. Он отметил, что бывал в этих местах 40 лет назад и был потрясен опустошенностью города. «Я вспоминаю цветущую Фамагусту, монастырь святого Варнавы, замечательных трех монахов-иконописцев, Свято-Никольский кафедральный собор, красивые дома и прекрасную природу», — сказал он.
8 октября 2020 года власти Турецкой республики Северного Кипра при поддержке Турции впервые за 46 лет открыли доступ туристов в северные кварталы Вароши. Министры иностранных дел 27 стран — членов Евросоюза — 12 октября призвали Турцию пересмотреть решение об открытии доступа. «Мы можем устроить пикник в Вароше», — сказал Эрдоган на пресс-конференции в Анкаре. — «Мы видели её на экранах, теперь мы хотим увидеть своими глазами».

## Экономика
В период единого Кипра Фамагуста была важным торговым центром. Грузооборот порта составлял 1,5 млн т в 1973 году.

### Промышленность
Есть предприятия пищевой и текстильной промышленности.

## Культура
- Музей кипрских археологических древностей.

### Памятники истории и архитектуры
В самом городе:
- Армянский монастырь Ганчвор.
- Городские стены и цитадель (XIV—XV века).
- Готический собор Св. Николая (начало XIV века, ныне мечеть).
- Готическая церковь Петра и Павла (XIV века, ныне мечеть).
- Руины церкви Святого Георгия латинян.
- Дворец (1552—1554). В стиле ренессанса, архитектор Дж. Санмикели, сильно перестроен.
- «Бастион Мартиненго» (1558—1562). В стиле ренессанса, архитектор Дж. Санмикели, сильно перестроен.

В 8 км к северо-востоку от Фамагусты расположена деревня Энгоми, где находятся остатками поселения микенской эпохи и руины эллинистических построек древнего города Саламин (Констанция, Старая Фамагуста).

## Образование
В городе располагается первый университет на Кипре — Восточный средиземноморский университет, который был основан в 1979 году.

## Спорт

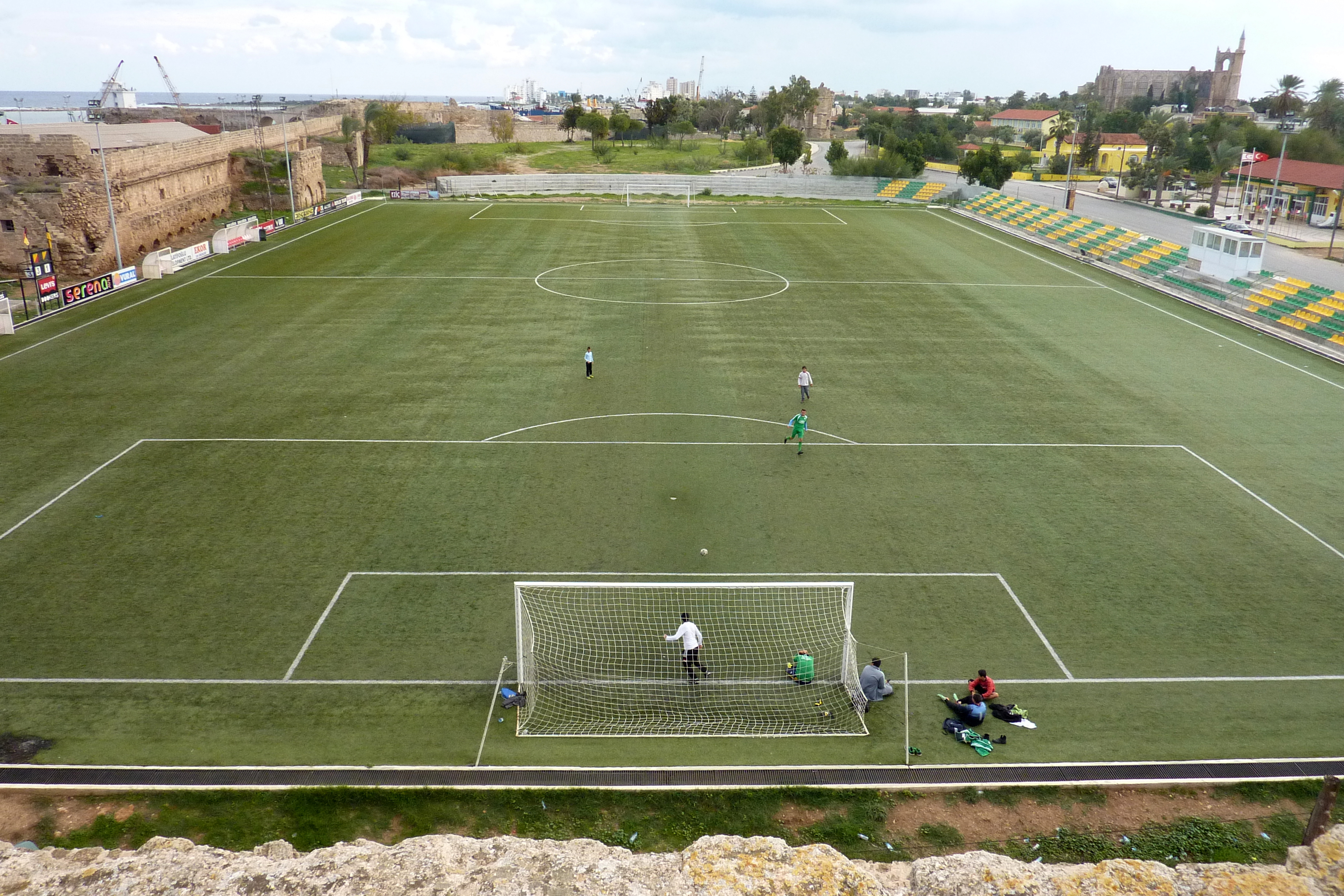
Стадион «Канбулат» в Фамагусте.

До турецкого вторжения в городе базировалось множество футбольных клубов, они до сих пор сохраняют свои названия, наиболее известные: «Анортосис» и «Неа Саламина», обе команды из Чемпионата Кипра, в данный момент базируются в Ларнаке. Фамагуста представлена футбольным клубом «MTG» в Чемпионате Турецкого Кипра. Стадион доктора Фазыла Кючюка является крупнейшим в Фамагусте.
В городе построен современный спортивный комплекс «Mağusa Arena» для игры в баскетбол и волейбол.

## Образ Фамагусты в культуре
- Ворота Фамагусты — памятник архитектуры XVI века в Никосии.
- Об осаде крепости Фамагусты турками (фр. Siège de Famagouste; 1570—1571) повествует приключенческая книга итальянца Эмилио Сальгари «Капитан Темпеста» (1905.

## Города-побратимы
- Измир, Турция (с 1994)[15]
- Анталья, Турция[16]
- Струга, Северная Македония[16]